# Středisko volného času Méďa, Krnov
Středisko volného času Krnov (SVČ Krnov), dříve též Dům dětí a mládeže, je instituce Moravskoslezského kraje nacházející se ve městě Krnově, zaměřená na zabezpečení volnočasových aktivit dětí, mládeže i dospělých. Činnost SVČ Krnov je rozdělena do několika odvětví s odlišným zaměřením. Fungují zde centra sportovních, uměleckých, tanečních, estetických, sportovně-esteticko-sociálních, technicko-sportovních, dramatických, jazykových aktivit, informatiky aj.

## Historie SVČ Méďa
Budova SVČ Méďa byla postavena podle návrhu krnovského rodáka a významného českého i evropského architekta Leopolda Bauera roku 1908. Zpočátku však sloužil jako Střelecký dům, ve kterém se konaly střelecké soutěže nejrůznějších střeleckých spolků a také zde byly pořádány honosné večírky a rauty povětšinou německého obyvatelstva města Krnova. V důsledku změn, které nastaly po konci druhé světové války, při kterých došlo ke konfiskaci majetku a vzniku pionýrské organizace, byl roku 1949 založen Dům pionýrů a mládeže. Poslední změna nastala po sametové revoluci v roce 1989, kdy došlo ke změně názvu na Dům dětí a mládeže, ke kterému bylo v roce 1997 přidáno slovo Méďa, s kterým je dodnes pevně spjato. V roce 1997 bylo město Krnov postiženo povodněmi, jejíž dopady na SVČ Méďa byly značné. Celý areál musel být důkladně opraven, což si vyžádalo téměř celý rok.

## Charakteristika nabízených služeb
SVČ Méďa je pořadatelem mnoha akcí, z nichž některé jsou pravidelné již několik let, ku příkladu Od srdce k srdci, Bambiriáda, Olympijské hry v lehké atletice mateřských školek, Zahradní slavnosti či zábavné večírky pro seniory. Za mnohaleté působení dosáhl SVČ Méďa mnoha úspěchů ve všech odvětví, zejména pak v odvětví tancování, orientačního běhu, kynologie a bojových umění. Kromě volnočasových aktivit se SVČ Méďa aktivně podílí na akcích pro prevenci drog a kriminality.